# Pitfalls of a Big City
Pitfalls of a Big City is een Amerikaanse dramafilm uit 1919 onder regie van Frank Lloyd. Destijds werd de film in Nederland uitgebracht onder de titel De gevaren eener groote stad.

## Verhaal
De zakkenroller Molly Moore wil op het rechte pad blijven. Ze opent een restaurant om de studie van haar zus Marion te betalen. Molly's liefje Jerry Sullivan wil ook een eerlijk leven leiden, maar zijn oude vriend Spike Davis is niet overtuigd van hun deugdzaamheid. Op een dag wordt Marion aangevallen door Spike. In een poging om haar te beschermen stuurt Molly haar zus naar de bevriende familie Pemberton. Wanneer Marion zich wil verloven met Ted Pemberton, dreigt Spike ermee om het twijfelachtige verleden van Molly bloot te leggen. Hij vertelt haar dat hij zijn mond zal houden, mits Molly hem helpt om de woning van de familie Pemberton te beroven. Molly weigert mee te werken, maar ze achtervolgt Spike om een stokje voor zijn plan te steken. Als ze samen worden betrapt, weigert Molly te praten, omdat ze wil voorkomen dat Spike het verleden van haar familie onthult. Uiteindelijk neemt Jerry verantwoordelijkheid voor de misdaad op zich.

## Rolverdeling
| Acteur           | Personage       |
| ---------------- | --------------- |
| Gladys Brockwell | Molly Moore     |
| William Scott    | Jerry Sullivan  |
| William Sheer    | Spike Davis     |
| Neva Gerber      | Marion Moore    |
| Al Fremont       | Dave Garrity    |
| Ashton Dearholt  | Ted Pemberton   |
| Janice Wilson    | Alice Pemberton |
| Buck Jones       |                 |